# 결혼백서
《결혼백서》는 카카오TV에서 방영했던 드라마이다.

## 기획 의도
동화 속 해피엔딩처럼 고생 끝 행복 시작 드라마

## 제작진
- 극본 : 최이랑
- 연출 : 송재영, 서주완

## 등장인물

### 주요인물
- 이진욱 : 서준형 역
- 이연희 : 김나은 역

### 주변인물
- 송진우 : 장민우 역
- 황승언 : 최희선 역
- 김주연 : 이수연 역
- 김미경 : 이달영 역
- 임하룡 : 김수찬 역
- 윤유선 : 박미숙 역
- 길용우 : 서종수 역